# 擬綠鸚嘴魚
擬綠鸚嘴魚，為輻鰭魚綱鱸形目隆頭魚亞目鸚哥魚科的其中一種，發現於馬爾地夫及印尼中、西部海域，體長可達40公分，棲息在沿海珊瑚礁海域，以藻類為食，可做為食用魚及觀賞魚。